# María Asunción Aramburuzabala
María Asunción Aramburuzabala-Larregui de Garza (født 2. maj 1963) er en mexikansk forretningskvinde og investor. Hun er en af de rigeste kvinder i Mexico, på grund af at hun er storaktionær i selskaberne Grupo Modelo og Televisa. María har 2 børn, hun er datter af Pablo Aramburuzabala Ocaranza. Hun var gift med Manuel Medina Mora i 15 år.
- Den 26. februar 2005 giftede hun sig med Tony Garza.
- Rangerede som nummer 382 på listen over verdens rigeste personer med en kapital på 2 milliarder USA Dollar jævnfør Forbes.